# Ulrike Streck-Plath
Ulrike Streck-Plath (* 13. Oktober 1965 in Uetersen) ist eine deutsche Designerin, Autorin, Künstlerin und Musikerin.

## Leben und Werk
Ulrike Streck-Plath studierte von 1987 bis 1990 Design am IN.D Institute of Design in Hamburg, war Art-Director und Texter/Konzeptioner in Werbeagenturen in Hamburg und München und ist seit 1997 freischaffend im Bereich Text/Konzept. Nach einer musikalischen Zusatzausbildung an der Kirchenmusikalischen Fortbildungsstätte Schlüchtern im Jahr  2004 gründete sie den Kinderchor Dörnigheim, den sie ehrenamtlich leitet. Seit 2007 schreibt und komponiert sie Musiktheaterstücke, ist als bildende Künstlerin sowie als Mentorin tätig.
Streck-Plath gestaltet Kunstwerke aus gefilzter Wolle, Holz und Stahl zum Thema Leid versus Geborgenheit in der Menschheitsgeschichte. Die von ihr initiierte 24-29-3-45 Kollektive Performance zum Gedenken an den Todesmarsch der Häftlinge aus dem KZ „Katzbach“ in den Frankfurter Adlerwerken (KZ-Außenlager Frankfurt am Main) nach Hünfeld findet seit 2012 jährlich in verschiedenen Städten statt. Werke zum Thema Holocaust befinden sich in der Marienkirche Gelnhausen und in Arles im Association Musée de la Résistance et Déportation du Pays d'Arles.
Streck-Plath erhielt den ersten Preis für den Lied-Text zu Du bist bei mir beim Liederwettbewerb gott wagen der Hochschule für Kirchenmusik Heidelberg, in Zusammenarbeit mit der Theologischen und Germanistischen Fakultät der Ruprecht-Karls-Universität Heidelberg. Das Lied erschien im Strube-Verlag und findet sich darüber hinaus als Nummer 27 im EGplus der Evangelischen Kirche von Kurhessen-Waldeck. Melodie und Satz des Liedes stammen von Manfred Schlenker, Gerhard Luchterhandt und Gunther Martin Göttsche.
Auch im neuen Gesangbuch „Wo wir dich loben, wachsen neue Lieder - plus“ von 2018 ist unter der Nummer 179 Ulrike Streck-Plath mit einem Liedtext vertreten: Mein Suchen, mein Fragen verstummt in dir. Diesen Text vertonte ebenfalls Manfred Schlenker.
Ulrike Streck-Plath ist mit dem evangelischen Pfarrer Martin Streck verheiratet, aus der Ehe gingen fünf Kinder hervor.
2022 Beginn einer Kooperation (Creative Spiritual Care, Zeichnungen, redaktionelle Arbeit) mit Prof. Dr. Eckhard Frick für eine Publikation im Bereich Spiritual Care für Einrichtungen des Gesundheits- und Sozialwesens.

## Werke (Auswahl)

### Musiktheater und Kompositionen
- Das leere Grab. Ostersingspiel nach den Evangelisten Matthäus, Markus, Lukas und Johannes für 1-stimmigen Kinderchor, Klavier und Oberstimme und Bläser ad lib., Strube Verlag, München 2007
- Sieben neue Passionslieder für die ganze Gemeinde, mit Sätzen von Manfred Schlenker und Ingo Bredenbach, Strube-Verlag, München 2010
- Das Töchterlein des Jaïrus, nach dem Markusevangelium, Text von Ulrike Streck-Plath, Musik von Manfred Schlenker, für 1-stimmigen Kinderchor, Klavier und Instrumentalensemble, Strube-Verlag, München 2011
- Etwas von den Wurzelkindern, nach dem gleichnamigen Kinderbuch von Sibylle von Olfers, Singspiel für Kinderchor und Instrumente (Liedtexte: Ulrike Streck-Plath; Musik: Manfred Schlenker), Intermezzo-Verlag, Berlin 2012
- mit Manfred Schlenker: Afrikanons. Liederheft. Strube-Verlag, München 2012
- Die Kinder des Lichts. Singspiel für Kinderchor, Darsteller und Ensemble (Klavier, Violine, Cello). Strube Verlag, München 2015
- Apocaluther. Auf in den Frieden! Musiktheater für Kinderchor, Darsteller und Instrumentalensemble über Martin Luther, Strube Verlag, 2016, ISBN 978-3-89912-164-3.[12][13][14]
- Taboe. To all babies on earth. Im Frieden leben. Kinderlieder der abrahamitischen Kulturkreise, in Szene gesetzt für 1-stimmigen Kinderchor, erwachsene Darsteller und Instrumentalensemble (Violine, Klavier, Kontrabass, Percussion), arrangiert von Nuri El-Ruheibany, Strube Verlag, München 2018, DNB 1174817496.

### Artikel und weitere
- Selbst zurückholen. Das Geburtsrecht ausüben, heil und ganz zu sein, oder: Sprich nur ein Wort. in: Spiritual Care (2023); 12(3): 267-270.[15]
- Fehlende Thesen in: Spiritual Care (2023); 12(4): 40.[16]
- Grüne Ampeln entdecken. Fünf Tagungen im Licht von Spiritualität und Spiritual Care in: Spiritual Care (2024), vorab online.[17]
- Gemeinsame Sorge um existenzielle und spirituelle Ressourcen – eine Handreichung. Redaktion: Prof. Dr. Eckhard Frick (EF), Prof. Elisabeth Linseisen, Ulrike Streck-Plath. Zeichnungen: Ulrike Streck-Plath. Herausgeber: Hochschule für Philosophie München und Professur für Spiritual Care und psychosomatische Gesundheit (Klinikum rechts der Isar der TU München), 1. Ausgabe, Januar 2023.[18]
- Literatur von Ulrike Streck-Plath in der Deutschen Nationalbibliothek

### Dokumentationen
- 25-3-45 Kollektive Performance anlässlich des Jahrestages des Todesmarsches der Häftlinge des KZ Katzbach/Frankfurt durch Dörnigheim, 25. März 2012 in Maintal-Dörnigheim. Dokumentation. CoCon-Verlag, Hanau 2012, ISBN 978-3-86314-236-0.
- 24-3-45 Kollektive Performance 2013 anlässlich des Jahrestages des Todesmarsches der Häftlinge des KZ Katzbach/Frankfurt nach Hünfeld am Sonntag, 24. März 2013 in Frankfurt am Main. Dokumentation. CoCon-Verlag, Hanau 2013, ISBN 978-3-86314-257-5.

## Ausstellungen
- Maintal, zu einer Lesung mit Peggy Parnass sowie weitere Ausstellungen im Rhein-Main-Gebiet.
- CIiclo di Streghe – Hexenzyklus (2021), Galeria PGI, Poschiavo (CH).[19]